# Uzlovaia

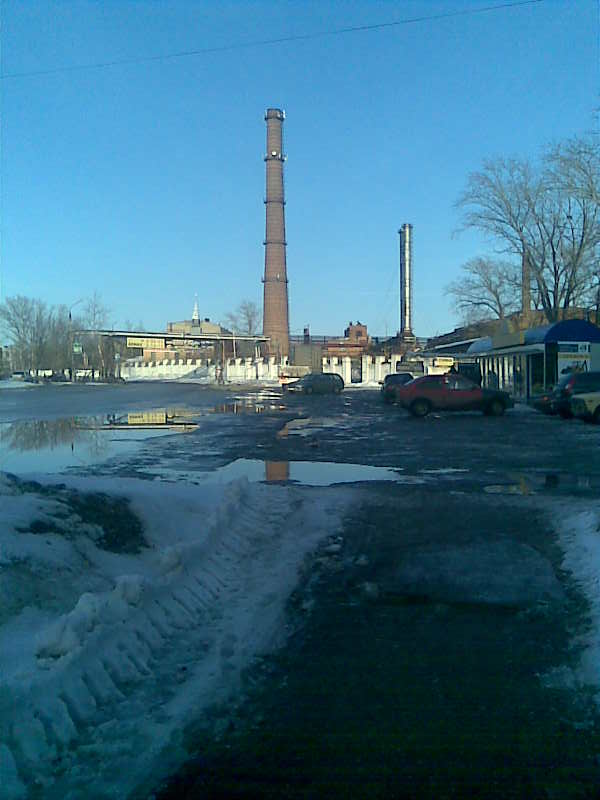

Uzlovaia (în rusă. Узловая) este un oraș din regiunea Tula, Federația Rusă, cu o populație de 59.763 locuitori.